# Johannes VII
Den här sidan handlar om påven Johannes VII. För den bysantinske kejsaren, se Johannes VII Palaiologos.
Johannes VII, född okänt, död 18 oktober 707 i Rom, var påve från den 1 mars 705 till sin död den 18 oktober 707.

## Biografi
Liksom sin företrädare, och flera andra påvar under den bysantinska tiden, var Johannes VII av grekisk börd. Han var son till Blatta och Platon; fadern var cura palatii urbis Romae, curator vid Palatinen. Innan han blev påve var Johannes rektor över de apostoliska patrimonierna vid Via Appia. Någon gång mellan 701 och 705 upphöjdes han till kardinaldiakon av påve Johannes VI.

### Pontifikat
Johannes uppsteg på påvestolen den 1 mars 705. Han hade goda relationer med langobarderna, men desto sämre med den bysantinske kejsaren Justinianus II. År 692, under påvens företrädare, inföll det koncilium som Konstantinopel anordnade utan att inbjuda andra biskopar än greker. Justinianus sände konciliets beslut till Johannes, men påven bara återsände dem utan vare sig godkännande eller fördömelse.
Johannes lät uppföra flera nya byggnader och restaurera kyrkor i Rom. Han påbörjade bland annat ett påvligt palats, episcopium, vid foten av Palatinen, möjligen på den plats där hans föräldrahem varit beläget. De fresker han lät utföra i kyrkan Santa Maria Antiqua på Forum Romanum uppvisar i sitt formspråk ett tydligt bysantinskt inflytande.
I anslutning till den dåvarande Peterskyrkan lät Johannes uppföra ett kapell invigt åt Jungfru Maria, ibland omnämnt som Oratorio di Papa Giovanni VII. Kapellet revs i samband med byggandet av den nuvarande Peterskyrkan, men två kostbara mosaikfragment har räddats till eftervärlden. Det ena, Konungarnas tillbedjan, förvaras i kyrkan Santa Maria in Cosmedin, medan det andra, ett porträtt av påven som håller i en modell av kapellet, förvaras i de så kallade Vatikanska grottorna under Peterskyrkan. Påven framställs med kvadratisk nimbus, vilket innebär att han levde vid tiden för mosaikens utförande.
Johannes avled i det palats han låtit uppföra på Palatinen och begravdes i det oratorium han låtit uppföra i Peterskyrkan.